# Stretto di James Ross
Lo stretto di James Ross è uno stretto compreso tra l'isola di Re Guglielmo e la penisola della Boothia nella provincia canadese del Nunavut. È stato così nominato in onore dell'esploratore polare James Clark Ross. Unisce il canale di McClintock allo stretto di Rae.
Un gran numero di esploratori polari, nella ricerca del Passaggio a nord-ovest hanno navigato attraverso lo stretto, da John Franklin a Roald Amundsen.
Tra le isole presenti nel canale ci sono l'isola Clarence, le isole Tennent, l'isola Beverley e l'isola Matty.